# Crna knjiga (2006.)
Crna knjiga (niz. Zwartboek, u međunarodnoj distribuciji pod engleskim nazivom Black Book) nizozemski je ratni film iz 2006. godine, redatelja Paula Verhoevena. Premijerno je prikazan 1. rujna 2006. na Filmskom festivalu u Veneciji, a u službenu je distribuciju pušten 14. rujna. Film u Hrvatskoj nije prikazan u kinima, već je doživio video izdanje. Radnja filma odvija se za vrijeme Drugog svjetskog rata u okupiranoj Nizozemskoj i govori o mladoj Židovki koja, nakon što je čudesno preživjela pokolj vlastite obitelji od strane nacista, postaje špijunka za nizozemski pokret otpora.
Verhoevenov prvi film po povratku u rodnu Nizozemsku, Crna knjiga je puna eksplicitne golotinje i nasilja, te je kao takva izazvala mnoge kontroverze. Neki su Nizozemci protestirali zbog, po njima, prikaza ljudi iz pokreta otpora kao anti-junaka, a nacističkog časnika kao junaka filma.

## Glumci
- Carice van Houten - Rachel Stein/Ellis de Vries
- Sebastian Koch - Ludwig Müntze
- Thom Hoffman - Hans Akkermans
- Halina Reijn - Ronnie
- Waldemar Kobus - Günther Franken
- Derek de Lint - Gerben Kuipers
- Christian Berkel - General Käutner
- Dolf de Vries - odvjetnik Smaal
- Peter Blok - Van Gein
- Michiel Huisman - mornar Rob
- Ronald Armbrust - Tim Kuipers
- Frank Lammers - Kees
- Matthias Schoenaerts - Joop
- Johnny de Mol - Theo
- Xander Straat - Maarten

## Vanjske poveznice
- Službena stranica (nizoz.)
- Službena stranica (engl.)
- Crna knjiga u internetskoj bazi filmova IMDb-a

### Ostali projekti
|  | Zajednički poslužitelj ima stranicu o temi Crna knjiga (2006) |